# Underrättelsevetenskap
Underrättelsevetenskap är samhällsvetenskaplig forskning som fokuserar på underrättelsetjänsten i vid mening. Inom underrättelsevetenskapen studeras exempelvis områden såsom spionage och kontraspionage, underrättelsetjänster, underrättelseprocessen och informationsflöden inom och mellan organisationer. Specialstudier om specifika underrättelsetjänster såsom amerikanska CIA och krigshistoria ur ett underrättelsetjänstperspektiv ingår också i forskningsfältet.